# Geocoris duzeei
Geocoris duzeei är en insektsart som beskrevs av F. Jules Montandon 1908. Geocoris duzeei ingår i släktet Geocoris och familjen Geocoridae. Inga underarter finns listade i Catalogue of Life.